# ASV Einigkeit Süchteln
Der ASV Einigkeit Süchteln (offiziell: Allgemeiner Sportverein Einigkeit 1860/03/06 Süchteln e.V.) ist ein Sportverein aus dem Viersener Stadtteil Süchteln. Die erste Handballmannschaft der Frauen nahm einmal am DHB-Pokal teil.

## Geschichte
Im Jahre 1860 wurde der Süchtelner Turnverein gegründet, der sieben Jahre später den Namen Turnerschaft Germania Süchteln annahm. Diese fusionierte im Jahre 1969 mit dem FC 03 Süchteln zum ASV Süchteln 1860/03. Am 13. Mai 1985 fusionierte der ASV Süchteln mit dem im Jahre 1906 gegründeten Turnverein Einigkeit Süchteln-Vorst zum heutigen ASV Einigkeit Süchteln. Mit etwa 3.000 Mitgliedern ist der ASV Einigkeit der größte Sportverein im Kreis Viersen. Neben Handball bietet der Verein noch Badminton, Fußball, Gesundheitssport, Herzsport, Judo, Leichtathletik, Rehabilitationssport, Schwimmen, Tauchen, Tischtennis, Trampolinturnen, Turnen, Volleyball,  Triathlon und BMX an.

### Handball
Die Handballerinnen des ASV Einigkeit qualifizierten sich im Jahre 2009 für den DHB-Pokal der Frauen. Dort trafen sie in der ersten Runde auf den Zweitligisten TV Beyeröhde und verloren deutlich mit 16:45. Am Saisonende stieg die Mannschaft aus der Oberliga Niederrhein ab. Seit dem Abstieg im Jahre 2014 spielen die Frauen des ASV Einigkeit in der Landesliga (7. Liga). In der Saison 2021/22 gelang der 1. Männermannschaft der Aufstieg aus der Landesliga in die Verbandsliga. Nach einer Saison in der Verbandsliga gelang der Mannschaft in der Folgesaison 2023/24 der Aufstieg in die Oberliga Nordrhein.

### Fußball
Die Fußballer des ASV Einigkeit spielten jahrelang in der Bezirksliga, bevor im Jahre 2012 der Aufstieg in die Landesliga gelang. Hinter dem VfB 03 Hilden wurden die Süchtelner in der folgenden Landesligasaison 2012/13 Vizemeister. Schon ein Jahr später musste die Mannschaft wieder in die Bezirksliga absteigen. 2015/16 scheiterte man als Vizemeister in einer Aufstiegsrunde an der Landesliga-Rückkehr. Diese gelang ein Jahr später als Meister.
Heimspielstätte ist der Sportpark Süchtelner Höhen, der über zwei Rasenplätze und einen Kunstrasenplatz verfügt. Darüber hinaus finden Spiele in der Volksbank-Arena statt, wo auf Kunstrasen gespielt wird.

## Persönlichkeiten
- Rebekka Ackers
- Jens Bäumer
- Chiquinho
- Christopher Gerhard
- Dietmar Hirsch